# FIBA EuroCup All-Star Day
FIBA EuroCup All-Star Day – coroczne koszykarskie spotkanie pokazowe rozgrywane w latach 2004–2008. Uczestniczyli w nim zawodnicy, biorący udział w rozgrywkach FIBA EuroChallenge. Wyłaniano ich droga głosowania.

## FIBA Europe League All-Star Day 2004
Miejsce: Kijów, Ukraina
Data: 16.03.2004
Rezultat: Europa 84 – Reszta Świata 91
Skład Europy: Saulius Štombergas, Eurelijus Žukauskas, Sergei Chikalkin, Laurent Sciarra, Armands Šķēle, Alexander Lokhmanchuk, Janiw Green, Andris Biedriņš, Dimitri Domani, Andriy Lebediev. Trenerzy: Stanislav Eremin, Dragan Raca, Andriej Podkovyrov
Skład Reszty Świata: Mahmoud Abdul-Rauf, Michael Wright, Roderick Blakney, Duane Woodward, Eric Campbell, Ashante Johnson, Tang Hamilton, Dametri Hill, Sharone Wright, Lorinza Harrington, Steve Goodrich. Trenerzy: Panajotis Janakis, Cewi Szerf, Aleksandar Petrović
MVP: Michael Wright
Czołowi strzelcy: Michael Wright (23 punkty), Siergiej Chikalkin (17 punktów)
Zwycięzca konkursu rzutów za 3 punkty: Siergiej Chikalkin

## FIBA Europe League All-Star Day 2005
Miejsce: Nicosia, Cypr
Data: 14.04.2005
Rezultat: Europa 102 – Reszta Świata 106
Skład Europy: Kaspars Kambala, Ratko Varda, Jón Arnór Stefánsson, Damir Mršić, Lior Lubin, Krešimir Lončar, Janis Janulis, Ömer Onan, Radek Necas, Dimitar Angelov, Michalis Kounounis, Erez Markowicz. Trenerzy: Aydın Örs i Dragan Raca
Skład Reszty Świata: Kelly McCarty, Khalid El-Amin, Ed Cota, Rubén Wolkowyski, Shammond Williams, Marcelo Nicola, Marc Salyers, LaMarr Greer, Michael McDonald, Art Long, Óscar Torres. Trenerzy: David Blatt i Renato Pasquali
MVP: Shammond Williams
Czołowi strzelcy: Shammond Williams (20 punkty), Kaspars Kambala (20 punkty)
Zwycięzca konkursu rzutów za 3 punkty: Marcelo Nicola

## FIBA EuroCup All-Star Day 2006
Miejsce: Limassol, Cypr
Data: 14.03.2006
Rezultat: Europa 89 – Reszta Świata 97
Skład Europy: Damir Mršić, Kaspars Kambala, Gianmarco Pozzecco, Gintaras Einikis, Li’or Elijjahu, Krešimir Lončar, Milutin Aleksić, Catalin Burlacu, Artūras Jomantas, Georgios Palalas. Trener: Fotios Katsikaris
Skład Reszty Świata: Kelly McCarty, Mark Dickel, Khalid El-Amin, Óscar Torres, Rubén Wolkowyski, LaMarr Greer, Frankie King, Jarod Stevenson, Jaime Lloreda, Marcus Hatten, Michael Harris, Glenn McGowan. Trenerzy: Aleksandar Petrović i Saša Obradović
MVP: Marcus Hatten
Czołowi strzelcy: Kaspars Kambala (21 punktów), Marcus Hatten (17 punktów)
Zwycięzca konkursu rzutów za 3 punkty: Jarod Stevenson

## FIBA EuroCup All-Star Day 2007
Miejsce: Limassol, Cypr
Data: 20.03.2007
Rezultat: Europa 95 – Reszta Świata 105
Skład Europy: Laurent Sciarra, Krešimir Lončar, Artur Drozdov, Christian Drejer, Marc Gasol, Serhij Liszczuk, Milutin Aleksić, Tutku Açık, Bekir Yarangüme, Sandis Valters, Nikolai Padius, Arvydas Čepulis. Trenerzy: Svetislav Pešić i Igors Miglinieks
Skład Reszty Świata: Ariel McDonald, Andre Hutson, Khalid El-Amin, Kennedy Winston, Erwin Dudley, Travis Reed, Guilherme Giovannoni, Travis Conlan, Marque Perry, Anthony Lux, Jeron Roberts, Curtis Millage. Trenerzy: Žare Markovski i Luka Pavićević
MVP: Erwin Dudley
Czołowi strzelcy: Erwin Dudley (23 punkty), Serhij Liszczuk (15 punktów)
Zwycięzca konkursu rzutów za 3 punkty: Andreas Pilavas
Zwycięzca konkursu wsadów: Ryan Randle

## FIBA EuroCup All-Star Day 2008
Miejsce: Limassol, Cypr
Data: 25.03.2008
Rezultat: Europa 116 – Reszta Świata 118
Skład Europy: Janiw Green, Krešimir Lončar, Ante Tomić, Giorgi Cincadze, Armands Šķēle, Milutin Aleksić, Martynas Andriukaitis, Mike Lenzly, Nando De Colo, Dimitris Verginis, Petri Virtanen, Sasa Bratic. Trenerzy: Walerij Tichonienko i Željko Pavličević
Skład Reszty Świata: Demetrius Alexander, Ryan Randle, Duane Woodward, Alex Scales, Joe Smith, Adrian Henning, Olumuyiwa Famutimi, James Cantamessa, Brian Cusworth. Trenerzy: Chris Finch i Charles Barton
MVP: Joe Smith
Czołowi strzelcy: Joe Smith (28 punktów), Nando De Colo (24 punkty)
Zwycięzca konkursu rzutów za 3 punkty: Vasili Zavororuev